# Molières 1993
La 7e Nuit des Molières a eu lieu le 5 avril 1993.

## Molière du comédien
- Michel Aumont dans Macbett
  - Laurent Terzieff dans Temps contre temps
  - Michel Serrault dans Knock
  - Robert Hirsch dans Une folie
  - Bernard Giraudeau dans L'Aide-mémoire

## Molière de la comédienne
- Edwige Feuillère dans Edwige Feuillère en scène
  - Denise Gence dans Oh les beaux jours
  - Catherine Hiegel dans La serva amorosa
  - Sophie Marceau dans Pygmalion
  - Emmanuelle Béart dans On ne badine pas avec l'amour
  - Fanny Ardant dans L'Aide-mémoire

## Molière du comédien dans un second rôle
- Jean-Pierre Sentier dans L'Église
  - Bernard Alane dans La Jalousie
  - Fabrice Eberhard dans Roméo et Jeannette
  - Michel Etcheverry dans Temps contre temps
  - Michel Duchaussoy dans Pygmalion

## Molière de la comédienne dans un second rôle
- Françoise Bertin dans Temps contre temps
  - Annie Grégorio dans Une folie
  - Gisèle Casadesus dans Le Jugement dernier
  - Annick Alane dans Les Dimanches de Monsieur Riley
  - Nadia Barentin dans Monsieur Klebs et Rozalie

## Molière de la révélation théâtrale
- Emmanuelle Laborit dans Les Enfants du silence
  - Isabel Karajan dans Macbett
  - Anne Jacquemin dans Monsieur Klebs et Rozalie
  - Isabelle Carré dans On ne badine pas avec l'amour
  - Stanislas Nordey dans La Dispute

## Molière de l'auteur
- René de Obaldia pour Monsieur Klebs et Rozalie
  - Jean-Claude Brisville pour L'Antichambre
  - Serge Valletti pour Domaine ventre
  - Jean-Claude Carrière pour L'Aide-mémoire

## Molière de l'adaptateur
- Jean Dalric, Jacques Collard pour Les Enfants du silence
  - Attica Guedj, Stéphan Meldegg pour Brûlez tout!
  - Dominique Hollier pour Temps contre temps
  - Françoise Morvan pour Désir sous les ormes

## Molière du metteur en scène
- Laurent Terzieff pour Temps contre temps
  - Jorge Lavelli pour Macbett
  - Matthias Langhoff pour Désir sous les ormes
  - André Engel pour Légendes de la forêt viennoise
  - Jean-Louis Martinelli pour L'Église

## Molière du créateur de costumes
- Nicole Galerne pour Légendes de la forêt viennoise
  - Catherine Gorne pour Lundi 8 heures
  - Dominique Borg pour Pygmalion
  - Dominique Louis pour Marie Tudor

## Molière du décorateur scénographe
- Nicky Rieti pour Légendes de la forêt viennoise
  - Nicolas Sire pour Pygmalion
  - Claude Plet pour Lundi 8 heures
  - Édouard Laug pour Marie Tudor
  - Gildas Bourdet, Édouard Laug pour Héritage

## Molière du meilleur spectacle comique
- Les Pieds dans l'eau à La Grande Halle de la Villette
  - L'Amour foot au Théâtre Antoine
  - Une aspirine pour deux au Théâtre Saint-Georges
  - Les Aviateurs au Théâtre Michel

## Molière du spectacle en région
- Edwige Feuillère en scène à La Maison de la Culture de Loire-Atlantique
  - Macbett au Centre national de création d'Orléans et au Théâtre national de la Colline
  - L'Église au Centre dramatique national de Lyon, et au Théâtre des Amandiers (Nanterre)
  - Désir sous les ormes au Théâtre national de Bretagne (Rennes), et au Théâtre des Amandiers (Nanterre)

## Molière du théâtre privé
- Temps contre temps au Théâtre La Bruyère
  - L'Aide-mémoire à La Comédie des Champs-Élysées
  - Les Enfants du silence au Théâtre Le Ranelagh
  - Knock au Théâtre de la Porte-Saint-Martin
  - Pygmalion au Théâtre Hébertot

## Molière du théâtre public
- La serva amorosa à La Comédie-Française
  - Les Atrides au Théâtre du Soleil
  - Légendes de la forêt viennoise à La MC93 Bobigny
  - Lundi 8 heures au Théâtre Silvia Monfort
  - Monsieur Klebs et Rozalie au Tréteaux de France et Théâtre 14

## Molière du spectacle musical
- Mortadela à La Cigale et au Théâtre Montparnasse
  - Kiss me Kate au Théâtre Mogador
  - La Java des mémoires au Théâtre de la Renaissance
  - Paul et Virginie au Théâtre de Paris

## Meilleur «one man show» ou spectacle de sketches
- Rufus pour Qui vous savez au Café de la Gare
  - Guy Bedos et Muriel Robin au L'Olympia
  - Pierre Palmade pour Passez me voir à l'occasion à La Cigale